# Ypsilanti (famiglia)
Ypsilanti o Ipsilanti (in greco Υψηλάντης?; in romeno Ipsilanti) è una famiglia fanariota distintasi nella storia dell'impero ottomano, dei due principati da esso dipendenti, Valacchia e Moldavia, e della guerra d'indipendenza greca.

## Storia
Originaria di Trebisonda, condividerebbe comuni origini con le famiglie principesche degli Hangerli e dei Moruzi.
Verso la metà del XVII secolo si stabilì a Costantinopoli con il mercante di pellicce Giovanni. Un suo discendente Giovanni fu Gran Dragomanno della Porta, incarico che fu affidato anche al figlio Alessandro (1725 - 1805), poi nominato gospodaro di Valacchia (1775-1782 e 1796-1797) e di Moldavia (1786-1788). Suo figlio Costantino (1760–1816) fu gospodaro di Moldavia (1799–1802) e di Valacchia (1802–06); fallito il tentativo di unione dei due principati sotto la sua guida, dopo la pace di Tilsit si rifugiò in Russia con la famiglia. Suoi figli furono i patrioti greci Alessandro (1792-1828), che a capo dell'Eteria guidò la Rivoluzione greca del 1821, e Demetrio (1793-1832). Tommaso (1909-1966) fu un deputato dell'Unione di Centro greca (1963-1966).